# Abborrtjärnen (Björna socken, Ångermanland, 708740-162038)
Abborrtjärnen är en sjö i Örnsköldsviks kommun i Ångermanland och ingår i Gideälvens huvudavrinningsområde.